# Марија Мичев
Марија Мичев је српски пара теквондиста. Освојила је сребрну медаљу у категорији до 58 кг за жене на Светском првенству у пара теквондоу 2019. и бронзану медаљу у истој категорији на Европском првенству у пара теквондоу 2017. Учествовала је на Летњим параолимпијским играма 2020. у Токију.